# Mau-Bewegung
Die Mau-Bewegung war in den 1920er und 1930er Jahren eine politische Bewegung, die sich gegen die Kolonialherrschaft Neuseelands und der USA auf den Samoainseln richtete. Der US-Militärgouverneur von Amerikanisch-Samoa Stephen Victor Graham (im Amt 1927 bis 1929) war der Ansicht, dass sich die Bewegung nicht wirklich gegen die US-Kolonialherrschaft richtete.